# ایو کوکونی
ایو کوکونی (انگلیسی: Ivo Cocconi; ۲۸ مهٔ ۱۹۲۹ – ۱۴ فوریهٔ ۲۰۲۰) بازیکن فوتبال اهل ایتالیا بود.
از باشگاه‌هایی که در آن بازی کرده‌است می‌توان به باشگاه فوتبال پارما اشاره کرد.